# Avgust Tsivolko
Avgust Karlovitch Tsivolko (en russe : Август Карлович Циволько, en polonais : August Cywolka), né le 14 juillet 1812 à Varsovie et mort le 16 mars 1839 en Nouvelle-Zemble, est un navigateur et explorateur russe.

## Biographie
Avgust Karlovitch Tsivolko est issu d'une famille pauvre de la classe moyenne de Varsovie. Karol Cywolka, le père d'August, est l'ingénieur en chef des théâtres de Varsovie et sa mère est née Helwich. Ses parents souhaitent qu'il devienne acteur, mais il est plus intéressé par les voyages. À l'âge de dix ans, il commence à étudier à l'école facultaire de ul. Królewska à Varsovie sous la direction de son recteur, le Père Tecner. Après avoir terminé quatre années d'études, il s'inscrit à l'École pratique et pédagogique de Leszno à Varsovie, dont le recteur était Tomasz Dziekoński (pl). Le 25 juillet 1829, il quitte l'école. Il s'y est distingué comme un élève très talentueux, ce qui l'a ensuite aidé à entrer dans une école maritime. Plus tard, il apprend à parler couramment le russe, l’allemand, le français et l'anglais.
Il souhaite rejoindre le Corps des Marines mais il n'est pas d'origine noble. Cependant, en raison de ses talents remarqués et grâce à l'intercession du contre-amiral le prince Alexandre Danilovitch Menchikov, plus tard ministre de la Marine, et du général Kolzakov, le tsar de Russie consent à ce qu'il soit admis à la faculté de navigation de l'École supérieure d'ingénieurs de Kronstadt. Le 19 août 1830, il devient cadet du 1er équipage de navigation. Le 18 mai 1832, il prend le poste de chef d'orchestre du Corps des navigateurs de la flotte et est affecté à la flotte baltique. Dans les années 1830-1833, il effectue plusieurs voyages autour de la mer Baltique et après l'un d'eux, il s'installe à Kronstadt. Il est  alors approché par l'explorateur polaire, le sous-lieutenant Piotr Pakhtoussov, qui lui propose de participer à une expédition de recherche.
En 1834-1835, il prend part ainsi à l'expédition Pakhtoussov en Nouvelle-Zemble. Il commande alors la goélette Krotov. En 1837, il commande le Saint-Jelissej (Sviatoy Yenisei) lors de l'expédition de Karl Ernst von Baer et Alexandre Adolfovitch Lehmann en Nouvelle-Zemble. Il cartographie alors le détroit de Matotchkine. Grâce à ses travaux, Heinrich Wilhelm Dove démontre que le Gulf Stream atteint non seulement la mer de Barents, mais aussi les rives occidentales de la Nouvelle-Zemble. L'année suivante, promu lieutenant-colonel, il est chargé d'une nouvelle expédition de cartographie sur les rives nord et nord-est de la Nouvelle-Zemble en compagnie du lieutenant Stepan Andreïevitch Moïsseïev sur les navires Novaïa-Zemlia et Spitsbergen.
Il meurt avec huit de ses compagnons du scorbut au cours de cette expédition lors de l'hivernage en baie Melkaïa (бухта Мелкая),. Il est provisoirement enterré dans la neige dans son lieu d'hivernage, sur la côte de la baie Melkaïa. Lorsque la glace fond au printemps, son corps est ré-enterré dans une tombe creusée dans le sol. Moïsseïev continue à explorer les rives occidentales de la Nouvelle-Zemble pendant l'été et le 10 septembre retourne à Arkhangelsk.

## Hommages
Un golfe de la mer de Kara et un groupe d'îles de l'archipel de Nordenskiöld portent son nom.